# アニマル柄
アニマル柄（アニマルがら）は、動物の表皮（哺乳類の毛皮や爬虫類の皮膚）の、柄（模様）のことである。
同じく表皮模様に関して、アニマルプリントという語があり、この際、衣服（シャツ・ブラウスなど）にプリントされる。特徴的な柄をもつものがモチーフにされやすい。
なお、動物柄と呼ばれることもあるが、この場合「動物の全体像」が描かれているものを指すこともある。アニマル模様という呼び名もある。

## 概要
古くは鳥獣模様の陣羽織が残っており、これを羽織った武将もいたという説がある。

## ヒョウ柄
ヒョウ柄・豹柄（ひょうがら）は、ヒョウの体毛の模様。レオパード柄とも呼ばれる。
浜崎あゆみが2000年に豹柄を身につけたファッションを流行させ、ギャルを中心に若者の女性のファッションに豹柄を取り入れるのが社会現象となった。
また、髪の毛の一部をまだらに染めた場合も、ヒョウ柄と表現されることがある。
自然界では、例えばトラフザメの成魚の模様なども、ヒョウ柄と表現される。
ユキヒョウをモチーフにした白（もしくはグレー）×黒のものは、厳密にはユキヒョウ柄と区分されることもある。

## ギャラリー

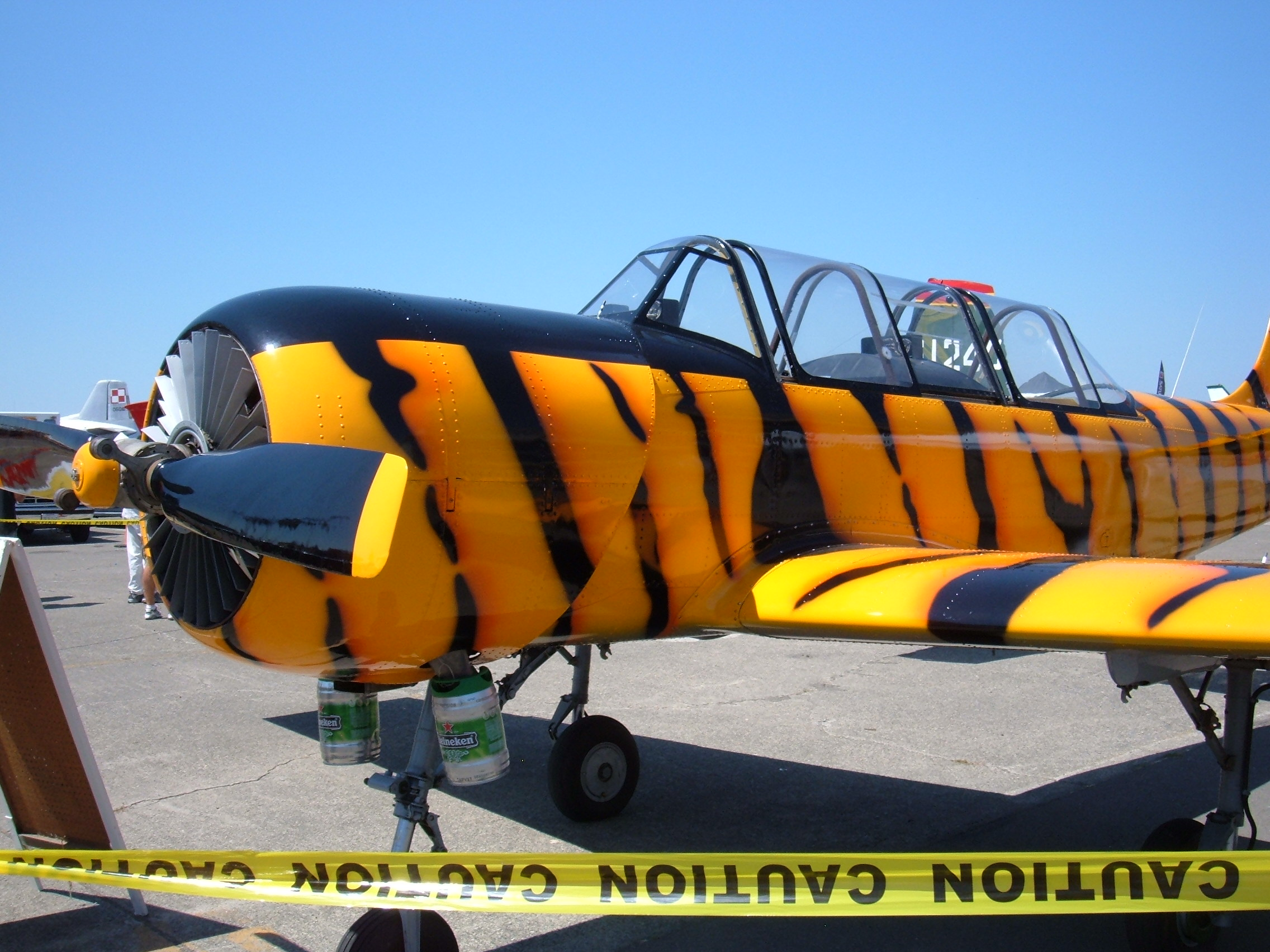
トラがモチーフ（主に黄×黒）の場合は虎縞とも呼ばれる
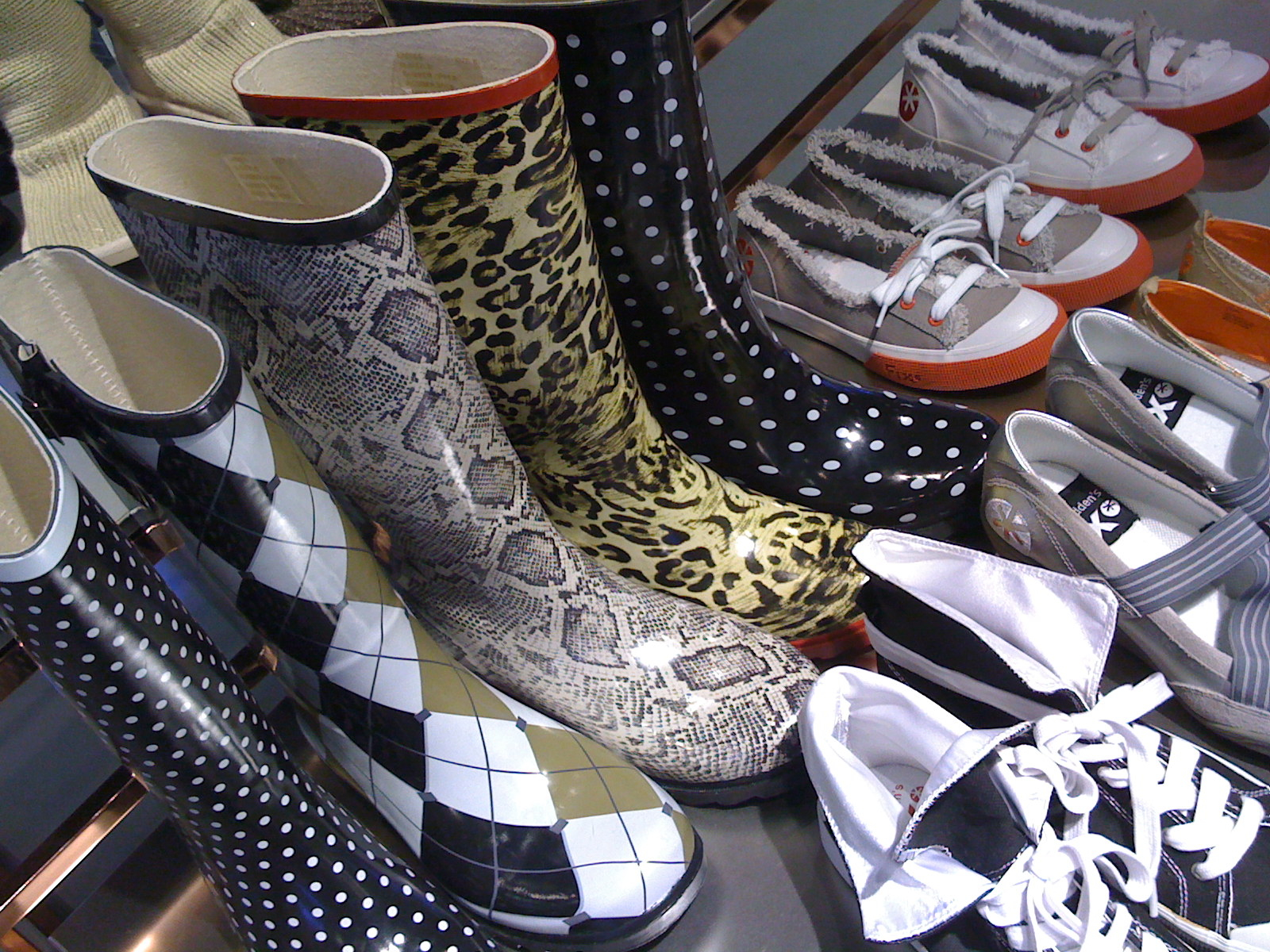
豹柄と蛇皮柄のレインブーツ
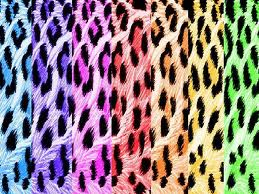
豹柄の多彩な色種
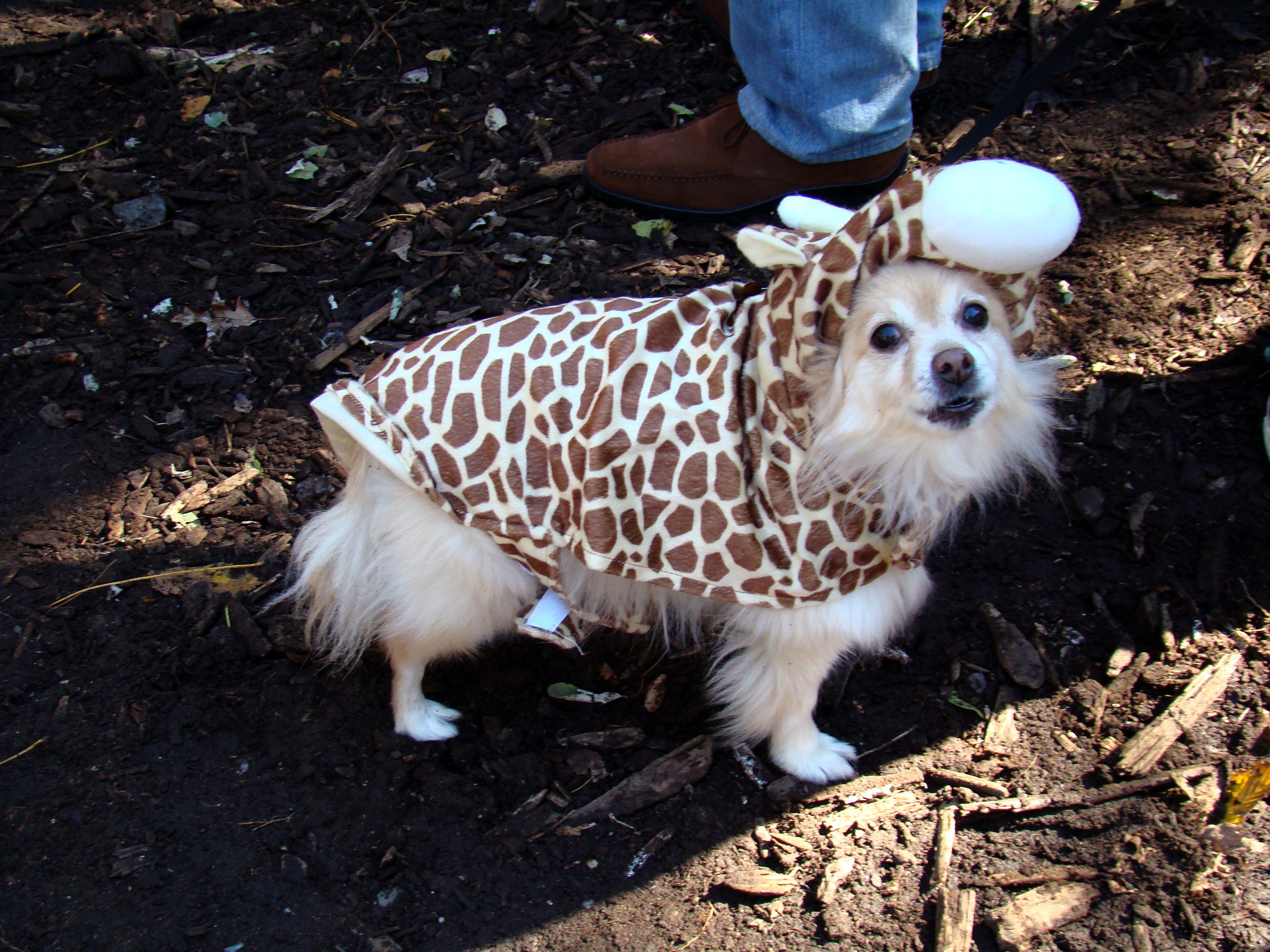
キリン柄のドッグウェア
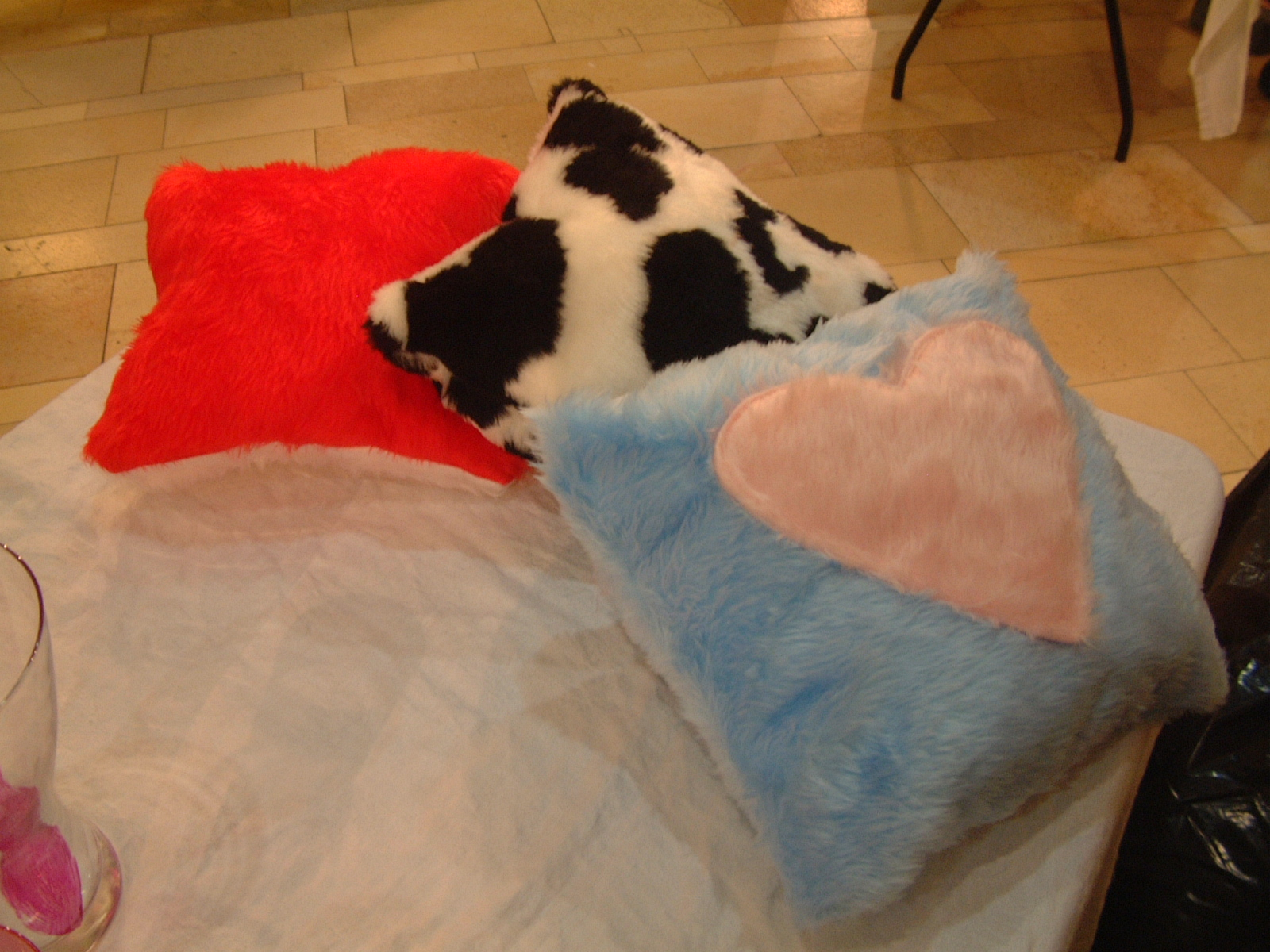
牛柄のクッション（※ダルメシアン柄という可能性もある）
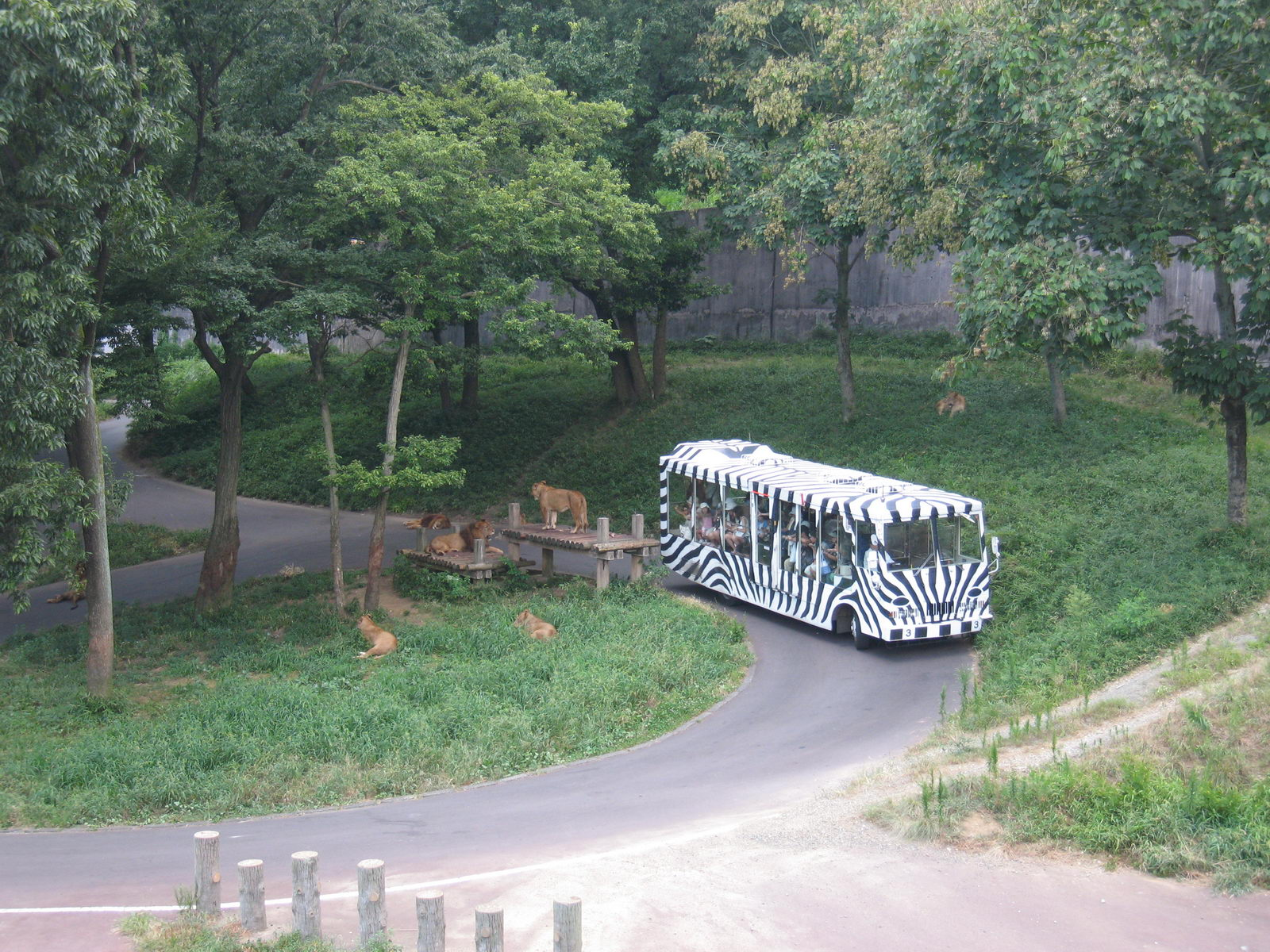
シマウマ柄のライオンバス
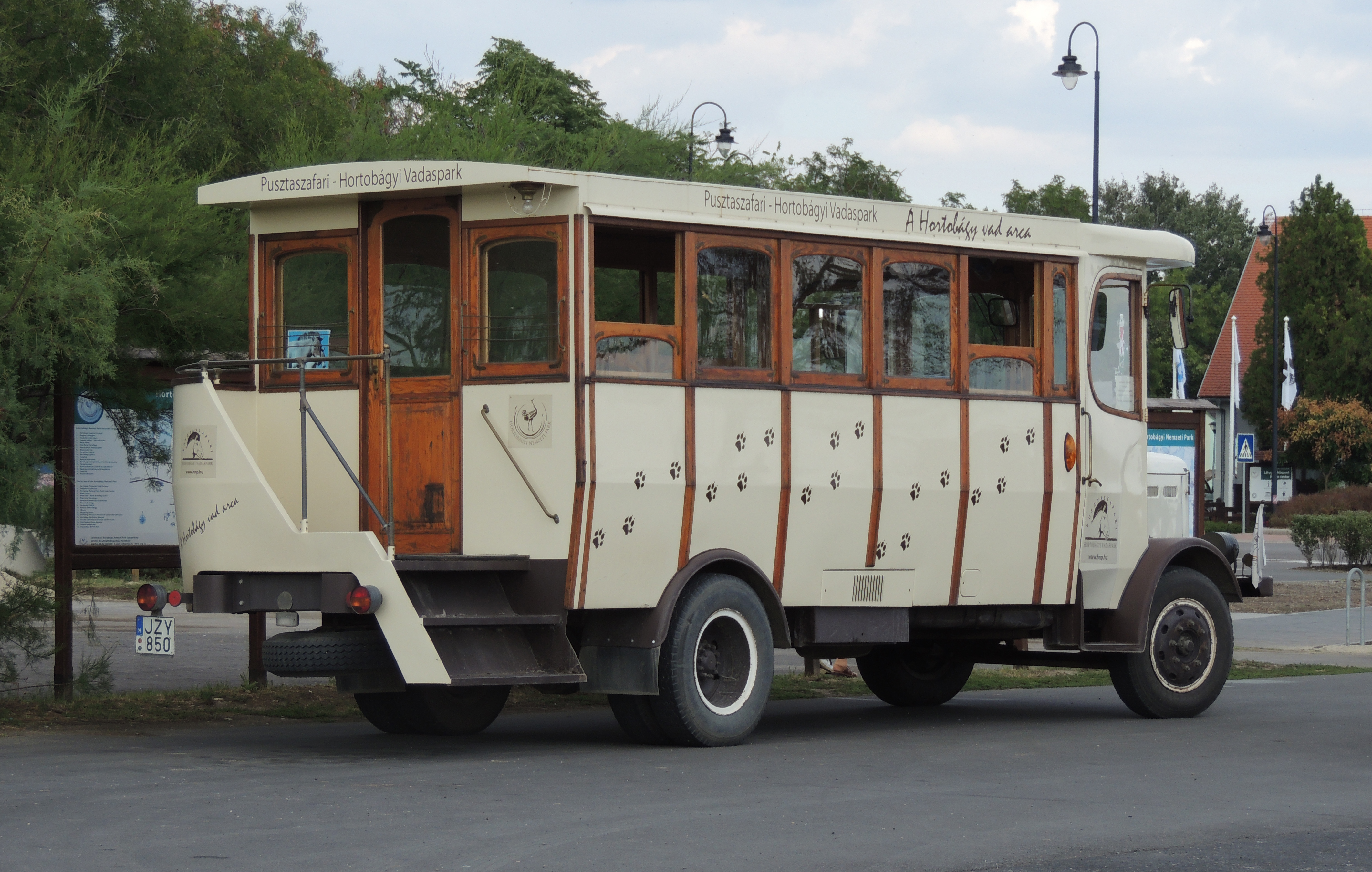
番外： 足跡柄のバス